# Euplexia monilis
Euplexia monilis là một loài bướm đêm trong họ Noctuidae.